# Iberia de Veracruz
Iberia de Veracruz fue un equipo de fútbol mexicano que jugó en la Liga Amateur de Veracruz previo a la profesionalización y desarrollo de la primera división mexicana. El club se fundó en 1915 y se disolvió en 1943.

## Liga Amateur de Veracruz
Iberia de Córdoba jugó en la Liga Amateur de Veracruz y se proclamó campeón en la temporada 1917-18. En 1918, tras conseguir el título, el club fue invitado a jugar en la Primera Fuerza por el Club España en sustitución del España B. Antes del inicio de la temporada 1918-19, el club decidió cambiar su nombre a España Veracruz.

## Primera Fuerza

### 1918-19
Veracruz España comenzó a jugar en Primera Fuerza en la temporada 1918-19 y no le fue bien con los equipos de la Ciudad de México. ya que terminaron en último lugar en esa temporada.
| Pos | Equipos           | JJ | G  | E | P | GF | GC | DIF | Pts |
| --- | ----------------- | -- | -- | - | - | -- | -- | --- | --- |
| 1   | Club España (C)   | 12 | 10 | 1 | 1 | 19 | 6  | +13 | 21  |
| 2   | Centro Unión      | 12 | 7  | 1 | 4 | 17 | 10 | +7  | 15  |
| 3   | Tigres México     | 12 | 5  | 5 | 2 | 13 | 11 | +2  | 15  |
| 4   | Germania          | 12 | 3  | 3 | 6 | 13 | 14 | −1  | 9   |
| 5   | Pachuca           | 12 | 4  | 1 | 7 | 13 | 18 | −5  | 9   |
| 6   | Deportivo Español | 12 | 3  | 2 | 7 | 5  | 13 | −8  | 8   |
| 7   | España Veracruz   | 12 | 3  | 1 | 8 | 9  | 17 | −8  | 7   |

Nuevamente como la temporada anterior, España Veracruz no logró mejorar y terminó en último lugar.
| Pos | Equipos           | JJ | G  | E | P  | GF | GC | DIF | Pts |
| --- | ----------------- | -- | -- | - | -- | -- | -- | --- | --- |
| 1   | Club España (C)   | 16 | 13 | 2 | 1  | 26 | 6  | +20 | 28  |
| 2   | Tigres Mexico     | 16 | 10 | 2 | 4  | 23 | 12 | +11 | 22  |
| 3   | Asturias          | 16 | 9  | 2 | 5  | 21 | 14 | +7  | 20  |
| 4   | América           | 16 | 8  | 1 | 7  | 19 | 15 | +4  | 17  |
| 5   | México FC         | 16 | 5  | 4 | 7  | 12 | 15 | −3  | 14  |
| 6   | Germania          | 16 | 6  | 2 | 8  | 15 | 16 | −1  | 14  |
| 7   | Deportivo Español | 16 | 4  | 4 | 8  | 12 | 19 | −7  | 12  |
| 8   | Pachuca           | 16 | 3  | 3 | 10 | 15 | 25 | −10 | 9   |
| 9   | España Veracruz   | 16 | 2  | 4 | 10 | 6  | 27 | −21 | 8   |

## Regreso a Liga Amateur de Veracruz
Después de 2 malas temporadas ganando solo 5 partidos de 28 jugados, el club volvió a jugar en la Liga Sur la temporada 1920-21 en Veracruz luego de que la Primera Fuerza decidiera que solo los clubes de la capital podrían participar en la liga. El club regresa a una liga dominada por Veracruz Sporting Club, quien dominaría la liga en los años 20 y 30 después de que el club tuviera la oportunidad de jugar en la Primera Fuerza en la Ciudad de México.
Iberia de Veracruz pudo ganar algunos títulos más hasta que la Liga Amateur de Veracruz se disolvió en 1943 para comenzar la primera liga profesional en México, la Primera División de México.

## Honores
- Liga Amateur de Veracruz :

Ganadores (5): 1917–18, 1923–24, 1935–36, 1938,39, 1941–42